# Conversión de dos puntos

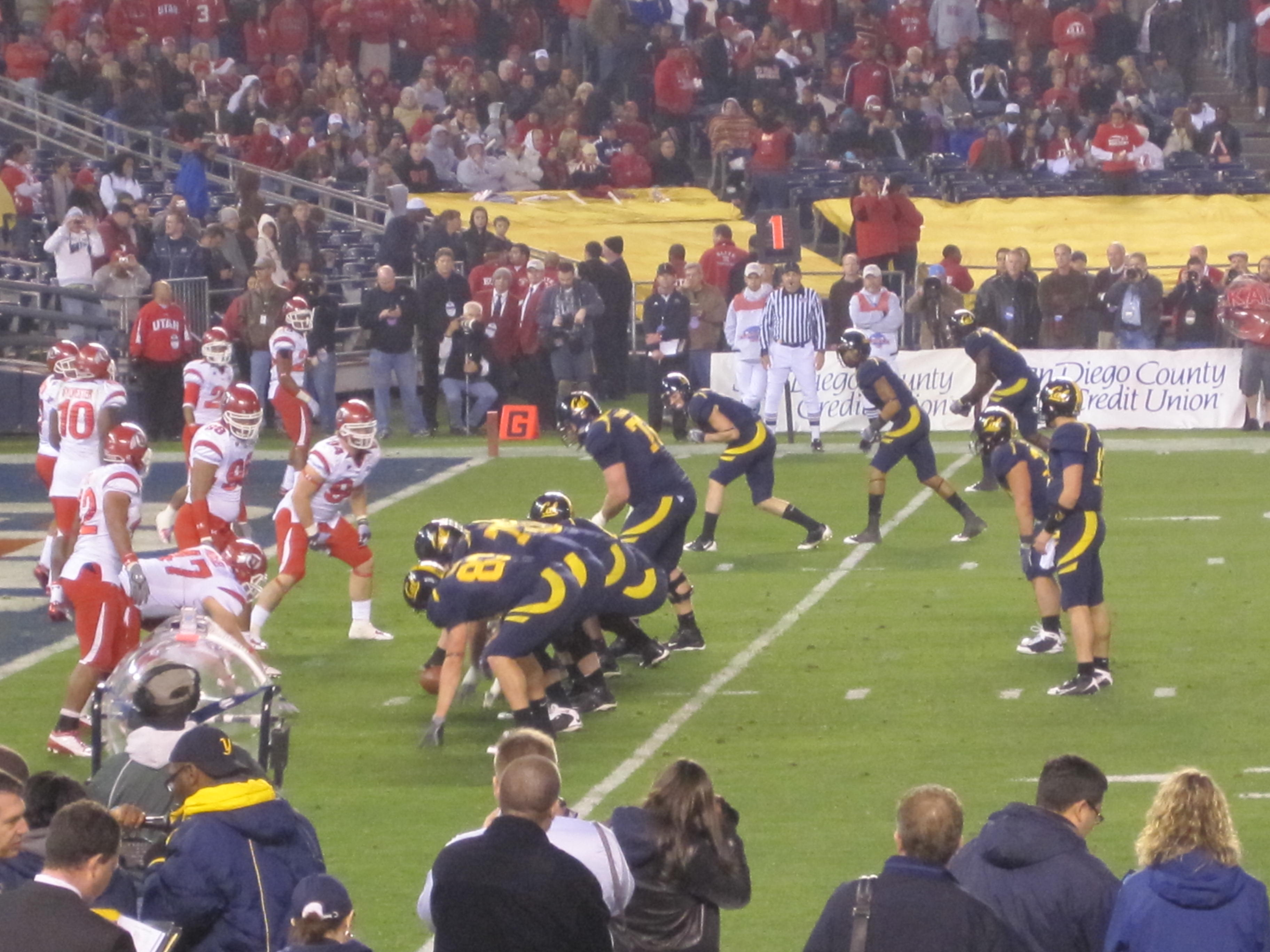
Partido de fútbol americano en donde se usó la conversión de dos puntos

Una conversión de dos puntos en fútbol americano y canadiense es un intento que se puede realizar por un equipo después de anotar un touchdown en lugar de un punto extra.
En el intento de convertir dos puntos, el equipo que justo ha anotado el touchdown se sitúa cerca de la línea de gol del rival (5 yardas en la liga canadiense, 3 yardas en la amateur americana y 2 yardas en la profesional americana) e intenta cruzar el balón dentro de la zona de anotación como si fuera un touchdown normal. Si esto sucede, el equipo que lo consigue gana 2 puntos.
La regla de la conversión de dos puntos se estableció en el fútbol americano colegial desde 1958 y recientemente en la liga canadiense amateur y la CFL. También fue usada en la AFL durante su existencia, pero la NFL no la adoptó sino desde 1994. La NFL Europa la usó también desde entonces.
En la NFL fútbol americano colegial y canadiense considera una intercepción a un intento de dos puntos o un balón recuperado por la defensiva, de ser regresado a la zona de anotación da a la defensiva dos puntos.
- Datos: Q1083063